# Åsele distrikt
Åsele distrikt är ett distrikt i Åsele kommun och Västerbottens län. Distriktet ligger omkring Åsele i södra Lappland.

## Tidigare administrativ tillhörighet
Distriktet inrättades 2016 och utgörs av området som Åsele köping omfattade till 1971 och som före 1959 utgjorde Åsele socken.
Området motsvarar den omfattning Åsele församling hade 1999/2000.

## Tätorter och småorter
I Åsele distrikt finns en tätort och en småort.

### Tätorter
- Åsele

### Småorter
- Norrstrand